# Allis med is
Allis med is är en svensk barn- och ungdoms-TV-serie, regisserad av Christjan Wegner, efter boken med samma namn av Gunilla Linn Persson. Serien i sex halvtimmesavsnitt producerades för SVT och har visats i flera omgångar sedan serien först visades i SVT 1 mellan 14 december 1993 och 18 januari 1994 i SVT.

## Handling
Skolflickan Allis, döpt efter traktortillverkaren Allis-Chalmers, har förlorat sin bästa vän Ann, som före seriens början oavsiktligt blir ihjälkörd av en lastbilschaufför. Föräldrarna arbetar utomlands, varför Allis får bo i morföräldrarnas hus och tvingas byta skola. I den nya skolan blir hon retad eftersom hon inte är som de andra barnen, men Allis, som fortfarande sörjer sin vän, vill ändå inte ha några nya vänner. I skolan lär hon känna den polske invandrarpojken Sigge, som inte heller känner sig som de andra.

## Rollista (i urval)
- Allis – Emelie Rosenqvist
- Sigge – Tapio Leopold
- Mormor – Bojan Westin
- Morfar – Olof Thunberg
- Tina – Mira Eklund
- Grevinnan – Meta Velander
- Fröken – Ingela Sahlin
- Professorn – Per Sandberg

### Fotnoter
1. ↑  Allis med is på Svensk mediedatabas
2. ↑  Allis med is på Svensk mediedatabas

### Webbkällor
- Serien i SVT:s öppna arkiv (arkiverad)
- IMDB: Allis med is